# Organització territorial de Croàcia
La principal divisió administrativa de la República de Croàcia són els comtats. Per sota d'això, ja hi ha les unitats municipals.

## Nivell major
Els comtats (en croat, županije; el plural és županija) són les principals subdivisions territorials de Croàcia. Modernament (des del 1992), hi ha un total de 21 comtats al país (20 comtats i la ciutat de Zagreb), que podem agrupar en quatre grans regions històriques:
- A la Croàcia central:
  - Zagreb
  - Krapina-Zagorje
  - Sisak-Moslavina
  - Karlovac
  - Varaždin
  - Koprivnica-Križevci
  - Bjelovar-Bilogora
  - Međimurje
  - Ciutat de Zagreb
- A Ístria, la costa del nord i les muntanyes de Croàcia:
  - Primorje-Gorski Kotar
  - Lika-Senj
  - Istria
- A Eslavònia:
  - Virovitica-Podravina
  - Požega-Slavonia
  - Brod-Posavina
  - Osijek-Baranja
  - Vukovar-Syrmia
- A Dalmàcia:
  - Zadar
  - Šibenik-Knin
  - Split-Dalmàcia
  - Dubrovnik-Neretva

## Nivell menor
La subdivisió administrativa de menor nivell a Croàcia són les ciutats (en croat, grad; el plural és gradovi) i els municipis (en croat, općina; el plural és općine). El 2006, hi havia a Croàcia un total de 127 ciutats i 429 municipis.